# Felicitas Woll
Felicitas Woll (Homberg (Efze), 20 januari 1980) is een Duitse actrice. Ze werd bekend door de Duitse ARD-serie "Berlin, Berlin".

## Biografie
Felicitas Woll groeide op in Harbshausen (Hessen). Ze begon een studie als verpleegster. Door toeval werd ze ontdekt en speelde vervolgens drie jaar in de televisieserie Die Camper. Zij speelt piano, gitaar, drums en keyboard. 
Na Die Camper volgden rollen in meerdere series. Haar doorbraak kwam in 2001 toen ze in Mädchen, Mädchen speelde. Haar volgende, tot nu grootste, succes boekte Woll met haar rol van Lolle in de ARD-serie Berlin, Berlin. Voor deze rol ontving ze in 2002 de Deutsche Fernsehpreis, in 2003 de Adolf-Grimme-Preis en in 2004 de Gouden Roos. In 2004 won de serie Berlin, Berlin een Emmy.   
Op 14 februari 2006 beviel Felicitas Woll van een dochter: Taisha Valentina. 

## Filmografie

### Bioscoop
- 1999–2000: True love is invisible
- 1999: Hamann
- 2000: Für alle Fälle Stefanie
- 2001: Mädchen, Mädchen!
- 2002: Inshallah – Club der Träume
- 2002: Tatort (gastrol)
- 2004: Abgefahren – Mit Vollgas in die Liebe
- 2009: Liebe Mauer
- 2010: Vater Morgana
- 2011: Kein Sex ist auch keine Lösung
- 2012: Die Männer der Emden
- 2015: Hördur – Zwischen den Welten
- 2020: Berlin, Berlin – Der Film
- 2023: Die unlangweiligste Schule der Welt

### Televisie
- 1999: Evelyn Hamanns Geschichten aus dem Leben - Zwei kleine Affären (televisieserie)
- 1999–2001: Die Camper (39 afleveringen)
- 2000: Die Nesthocker – Familie zu verschenken (8 afleveringen)
- 2002–2005: Berlin, Berlin (86 afleveringen)
- 2003: Tatort: Bienzle und der Tod im Teich (televisieserie)
- 2002: Dr. Sommerfeld - Neues vom Bülowbogen - Sinnesrauschen (gastrol)
- 2004: Eine Krone für Isabell
- 2006: Dresden
- 2006: Zwei Engel für Amor (gastrol)
- 2007: Schillerstraße (gastrol)
- 2007: Sesamstraße (gastrol)
- 2007: Pro 7- ORF- Märchenstunde (gastrol)
- 2007: Zwei Wochen Chef

- 2008: Wir sind das Volk – Liebe kennt keine Grenzen
- 2008: König Drosselbart (ARD-sprookjesreeks Sechs auf einen Streich)
- 2009: Kinder des Sturms
- 2010: Küss Dich Reich
- 2010: Bei manchen Männern hilft nur Voodoo
- 2010: Kommissar LaBréa – Mord in der Rue St. Lazare (televisieserie)
- 2010: Katie Fforde: Glücksboten (televisieserie)
- 2011: Carl & Bertha
- 2013–2018: Der Taunuskrimi (televisieserie)
- 2013: Mord nach Zahlen
- 2013: Großer Mann ganz klein!
- 2014: Der Alte - Verlobt mit dem Tod (televisieserie)
- 2014: Utta Danella – Von Kerlen und Kühen (televisieserie)
- 2014: Ein Reihenhaus steht selten allein
- 2015: Die Ungehorsame
- 2016: Weil ich dich liebe
- 2016: Neues aus dem Reihenhaus
- 2016: Liebe bis in den Mord
- 2017: Nackt. Das Netz vergisst nie.
- 2017: Die Chefin - Prager Kristalle (televisieserie)
- 2017: Das Nebelhaus
- 2018: Wer weiß denn sowas?
- 2019–2021: Väter allein zu Haus (televisieserie)
  - 2019: Gerd
  - 2019: Mark
  - 2021: Andreas
- 2019: Kranke Geschäfte
- 2020: Weihnachtstöchter
- 2021: Du sollst nicht lügen (miniserie)
- 2021: Wer weiß denn sowas? XXL
- 2022: Herzogpark (miniserie)
- 2023: The Masked Singer (televisieshow)

### Als stemactrice
- 2004: Die Unglaublichen – The Incredibles (synchroonstem van Violetta Parr voor Sarah Vowell)

## Discografie
- 2003: Baby, Now That I’ve Found You (feat. Two Is One), cd-single, uit de televisieserie Berlin, Berlin

- 2015: Wenn der Mond scheint (erschienen auf Various Artists – Gute Nacht Sterne)

## Prijzen
- 2002 Deutscher Fernsehpreis (Beste actrice - Serie - Berlin Berlin)
- 2003 Adolf-Grimme-Preis (Hoofdrol als Lolle in Berlin Berlin)
- 2004 Gouden Roos (Sitcom-actrice - Berlin Berlin)
- 2006 Bayerischer Fernsehpreis voor Dresden